# Finská akademie věd
Finská akademie věd (finsky Suomalainen Tiedeakatemia, latinsky Academia Scientiarum Fennica) je akademie věd ve Finsku se sídlem v Helsinkách. Jedná se o největší vědeckou a akademickou společnost ve Finsku. Byla založena v roce 1908 jako finskojazyčný protějšek Finské společnosti nauk, která byla založena v roce 1838. Ta byla po celou svou historii hlavně švédskojazyčná.
Celkem má Akademie přes 500 členů. Členství je omezené a nové členy vybírají sami členové. Čestnými členy Akademie je např. Jaakko Hintikka, Olli Lehto nebo bývalý finský prezident Mauno Koivisto.